# Czarnocin (Opole)
Czarnocin [pronunciación en polaco: /t͡ʂarˈnɔt͡ɕEn/] (en alemán: Scharnosin) es un pueblo ubicado en el distrito administrativo de Gmina Leśnica, dentro del Condado de Strzelce, Voivodato de Opole, en el sur de Polonia occidental. Se encuentra aproximadamente a 4 kilómetros al este de Leśnica, 9 kilómetros al suroeste de Strzelce Opolskie, y a 34 kilómetros al sureste de la capital regional Opole.
Antes de 1945, el área fue parte de Alemania.
El pueblo tiene una población de 170 habitantes.